# Aílton (Fußballspieler, August 1984)
Aílton José Almeida, genannt Aílton (* 20. August 1984 in Hematita) ist ein brasilianischer ehemaliger Fußballspieler auf der Position eines Stürmers.

## Karriere
Aílton begann seine aktive Karriere als Profifußballspieler im Jahre 2000 beim Atlético Mineiro, für den er bis 2004 unter Vertrag stand. In seiner Zeit beim Verein aus Belo Horizonte wurde er zwei Mal verliehen. Das erste Mal kam er zum Tupi FC, danach wurde er an den SC Corinthians Alagoano verliehen. Im Jahre 2004 nahm der schwedische Fußballklub Örgryte IS den jungen Brasilianer ins Team auf. Bis zu seinem Abgang 2006 kam Aílton auf eine Bilanz von 63 Spielen sowie 26 dabei erzielten Toren.
Am 1. Januar 2007 holte der FC Kopenhagen den brasilianischen Stürmer vom Örgryte IS für 22 Millionen dänische Kronen zu sich in die Mannschaft. Eine solch hohe Summe hatte noch nie zuvor ein dänischer Klub für einen Spieler ausgegeben.
Spielerisch machte er in seinem zweiten Spiel für den FCK gegen den großen Rivalen Brøndby IF auf sich aufmerksam, als er sein erstes Tor für den Verein erzielte. Mit diesem Tor leitete er eine neue und erfolgreiche Ära für den Klub ein. Infolgedessen wurde er in der Saison 2006/07 mit dem Kopenhagener Traditionsklub dänischer Meister. Nach einigen Problemen konnte Aílton längere Zeit nicht mehr an seine bisherigen Leistung anknüpfen.
Sein großer Durchbruch gelang ihm erst in der Saison 2008/09, in der er von Anfang an Stammspieler und wichtiger Bestandteil der Mannschaft war. In dieser Saison erzielte er auch im UEFA-Cup gegen Manchester City ein Tor.

Durch seine beiden Tore in der Qualifikation zur UEFA Champions League 2011/12 gegen Wisła Krakau sicherte er die Teilnahme seines neuen Clubs APOEL Nikosia.
2012 wechselte er nach Russland zu Achmat Grosny. Anschließend verbrachte Aílton einige Jahre auf der Arabischen Halbinsel und trug 2016 zum Pokalgewinn in Saudi-Arabien sowie 2017 zum Gewinn der VAE-Meisterschaft bei, bevor er sich im Januar 2019 nach einer halbjährigen Vereinslosigkeit Örgryte IS anschloss. Er spielte bis Ende 2021 bei den Schweden.

## Erfolge
FC Kopenhagen
- Dänischer Meister: 2006/07, 2008/09, 2009/10
- Dänischer Pokalsieger: 2008/09

APOEL Nikosia
- Zyprischer Meister: 2010/11

al-Hilal
- Saudischer Pokalsieger: 2015/16

al-Jazira Club
- Meister der Vereinigten Arabischen Emirate: 2016/17